# Dinah Jane
Dinah Jane Milika Ilaisaane Hansen Amasio (Santa Ana, California, Estados Unidos; 22 de junio de 1997) es una cantante, compositora, actriz y bailarina estadounidense conocida por formar parte del grupo multiplatino Fifth Harmony.

## Biografía
Dinah Jane es hija de Gordon Hansen y Milika Amasio. Es la mayor de 8 hijos y creció en una casa de 4 dormitorios junto a otras 23 personas. Es de ascendencia polinesa, mayormente de Tonga y de raíces lejanas en Samoa y Fiyi, como también danesa. Hansen hizo su primera actuación a los siete años cantando el himno nacional. 
En 2011, grabó su primer sencillo titulado "Dancing Like a White Girl". Asistió al Orange County School of the Arts del cual se graduó en 2015. Ha citado a artistas como Patti LaBelle, Beyoncé, Leona Lewis, Jennifer Lopez, Mariah Carey y Etta James como sus influencias musicales.

## Carrera

### The X Factory Fifth Harmony
Hansen audicionó para The X Factor en 2012 cantando "If I Were a Boy" de Beyoncé. En la casa de los jueces cantó "Hero" de Mariah Carey y es la única miembro de Fifth Harmony del cual hay video de ello. Cantó en contra Diamond White con la canción "Stronger (What Doesn't Kill You)" en la cual olvidó parte de la letra. Fue eliminada, pero fue rescatada junto a Ally Brooke, Normani, Lauren Jauregui, y Camila Cabello para formar el grupo Fifth Harmony. El grupo llegó a la final quedándose con el tercer puesto.
Fifth Harmony lanzó su EP debut EP, Better Together en 2013, el cual debutó en el puesto número 6 de la lista estadounidense Billboard 200. El EP contenía su sencillo debut "Miss Movin´ On", el cual se posicionó en el número 76 del Hot 100 de Billboard y fue certificado oro en los Estados Unidos. 
A finales de enero del 2015, Fifth Harmony lanzó  su primer álbum de estudio titulado "Reflection" el cual también debutó en el Billboard 200 en el puesto número 5, fue número 1 en Billboard Digital Albums y fue certificado platino en los Estados Unidos por la RIAA por vender un millón de copias solo en ese país, Su segundo álbum 7/27 fue publicado en mayo de 2016 y también como su primer álbum fue certificado platino en los Estados Unidos, también debutó en el puesto número 4 en la lista Billboard 200. Su epónimo tercer álbum, y el primero como cuarteto, Fifth Harmony, fue lanzado en agosto de 2017.
Sus primeros dos álbumes generaron los sencillos "Worth It" y "Work from Home", respectivamente, que llegaron al top 10 en las listas internacionales. El grupo también contribuyó a la banda sonora de Hotel Transylvania 2 con su canción "I'm in Love with a Monster". Tras seis años como grupo, el 19 de marzo de 2018 Fifth Harmony anunció su separación indefinida para centrarse en sus carreras como solistas.

### Carrera en solitario

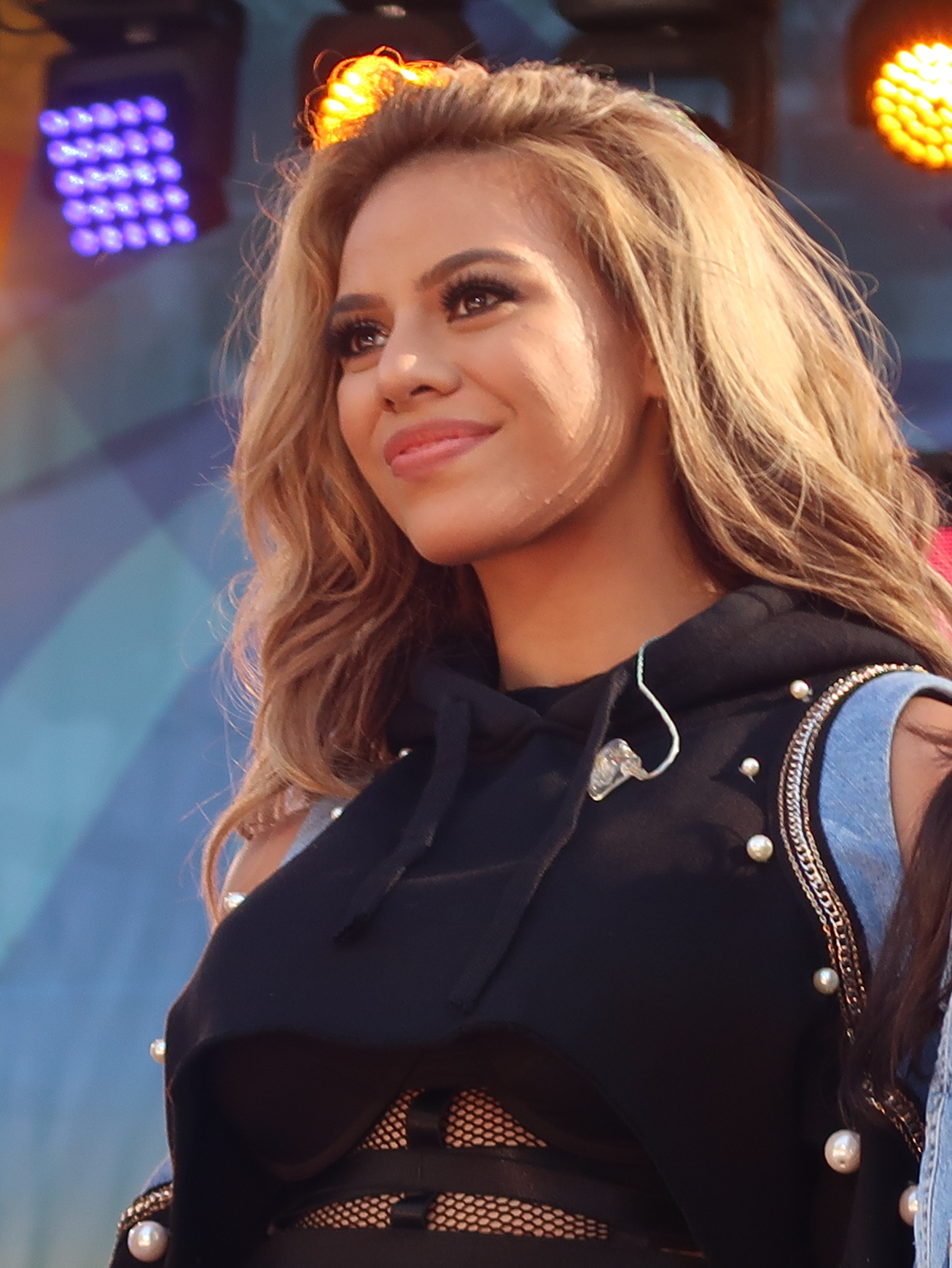
Dinah Jane en Good Morning America en Nueva York el 2 de junio de 2017

En 2015, Hansen audicionó para el papel del personaje principal de la película Moana; que al final le fue concedido a Auli Cravalho. La página web de Fuse incluyó a Hansen en un artículo sobre personas de la historia asiática y del Pacífico, listando a las personas más prometedoras de 2017. Figuró en la canción de RedOne, «Boom Boom» junto a Daddy Yankee y French Montana. Cantó el himno nacional de Tonga "Ko e fasi 'o e tu'i 'o e 'Otu Tonga" en noviembre de 2017 en el Mundial de Rugby 2017. Hansen lanzó una canción de Navidad junto a Leona Lewis.
En agosto de 2018, se anunció que Jane había firmado un contrato discográfico en solitario con L.A Reid y su compañía discográfica Hitco. Dinah ha colaborado con Ty Dolla Sign y Marc E. Bassy para su sencillo debut llamado “Bottled Up” lanzado el 21 de septiembre de 2018 con su respectivo video lírico. Este fue presentado en el programa televisivo The Tonight Show Starring Jimmy Fallon en octubre del 2018. El video oficial del sencillo fue lanzado el 7 de noviembre del 2018. Jane se presentó en el Jingle Ball de iHeart Radio en la ciudad de St. Paul, MN el 3 de diciembre de 2018 con dos nuevas canciones “Retrograde” y “I Don’t Mind”.
En marzo de 2019, Hansen publicó el video de su nueva canción “Retrograde”. El 28 del mismo mes, ella anunció su nuevo proyecto musical que sería publicado el 19 de abril de 2019, días más tarde anunció que su nuevo proyecto musical sería su EP debut y se llamaría Dinah Jane 1. El 19 de abril de 2019, como Jane había anunciado, el EP fue publicado con tres nuevas canciones tituladas “Fix It”, “Pass Me By” y “Heard It All Before” siendo la última el sencillo líder del EP. El mismo día se publicó el video del sencillo oficial del EP.
El 8 de mayo de 2019, Dinah publicó oficialmente en todas las plataformas digitales su canción “Retrograde” a pedido de su fanáticos. Dos meses después el 26 de julio de 2019, publicó una nueva canción titulada “SZNS” junto al rapero A Boogie Wit da Hoodie con su respectivo video lírico.
El 1 de octubre de 2019, Jane anunció su primer tour en solitario llamado “Dinah Jane Tour” el cual fue sold-out, con cuatro fechas en las que iba a recorrer cuatro diferentes ciudades de los Estados Unidos. Sus teloneros fueron Tone Stith y Sammy Johnson. Al día siguiente anunció que también se uniría al rapero A Boogie Wit da Woodie, con el cual colaboró previamente, en su tour por Reino Unido siendo la telonera de las cuatro fechas anunciadas. 
El 17 de enero de 2020, Dinah publicó un adelanto de lo que sería su próximo sencillo llamado “Missed a Spot”, el cual saldría el 14 de febrero de 2020. El 22 de enero de 2020, Jane anunció la continuación de su gira previamente iniciada esta vez siendo mundial con un total 24 fechas repartidas entre Norteamérica, Europa y Reino Unido. También anunció que las invitadas especiales de esta parte del tour serían la cantantes  Agnez Mo y Haven, que estarían participando en todas las fechas en  los Estados Unidos. El 11 de marzo de 2020 anunció que su próximo lanzamiento sería una nueva canción titulada "Lottery" y que sería publicada en todas las plataformas digitales el viernes 13. 
El mismo día del lanzamiento de la canción, Hansen anunció que todos los viernes hasta el 3 de abril estaría lanzando nuevas canciones para su tour y que el último viernes se lanzaría su gran esperado sencillo "Missed A Spot". Debido al COVID-19, el 17 de marzo, Dinah anunció la posposición de las fechas de su tour. Asimismo, el mismo día Jane anunció que su nueva canción se titularía “1501” y la lanzaría a las plataformas digitales el viernes 20 de marzo. 
El 3 de abril como se había anunciado previamente, se lanzó el más reciente sencillo de Dinah Jane “Missed A Spot”, el cual contó con su respectivo video lírico debido a que, por el Coronavirus, las grabaciones del video oficial fueron pospuestas hasta nuevo aviso. La semana del 6 hasta el 12 de abril, Dinah estuvo participando en transmisiones en vivo en diferentes plataformas y páginas oficiales para darle promoción a su último sencillo.

## Discografía
Con Fifth Harmony

### Extended plays
- Dinah Jane 1 (2019)

### Sencillos
| 2017                                                                        | «Boom Boom» (con RedOne, Daddy Yankee y French Montana)    | 50 | 24 | —  | 170 | 33 | —  | 90 | Sin álbum      |
| 2018                                                                        | «Bottled Up» (con Ty Dolla Sign y Marc E. Bassy)           | —  | —  | 28 | —   | —  | 13 | —  | Sin álbum      |
| 2019                                                                        | «Heard It All Before»                                      | —  | —  | —  | —   | —  | —  | —  | Dinah Jane 1   |
| 2019                                                                        | «Retrograde»                                               | —  | —  | —  | —   | —  | —  | —  | Sin álbum      |
| 2019                                                                        | «SZNS» (con A Boogie Wit Da Hoodie)                        | —  | —  | —  | —   | —  | —  | —  | Sin álbum      |
| 2020                                                                        | «Missed a Spot»                                            | —  | —  | —  | —   | —  | —  | —  | Sin álbum      |
| 2023                                                                        | "Ya Ya"                                                    | —  | —  | —  | —   | —  | —  | —  | TBA            |
| 2023                                                                        | "Falling In Love" (con JKing)                              | —  | —  | —  | —   | —  | —  | —  |                |
| 2023                                                                        | "Have Yourself a Merry Little Christmas" (con Ally Brooke) | —  | —  | —  | —   | —  | —  | —  | Under the Tree |
| "—" denota que el sencillo no se lanzó o no se posicionó en ese territorio. |                                                            |    |    |    |     |    |    |    |                |

### Sencillos promocionales
| Año  | Título                      | Álbum     |
| ---- | --------------------------- | --------- |
| 2011 | «Dancing Like a White Girl» | Sin álbum |
| 2019 | «Retrograde»                | Sin álbum |
| 2020 | «Lottery»                   | Sin álbum |
| 2020 | «1501»                      | Sin álbum |

## Filmografía
| Año     | Película/Serie                 | Papel      | Notas                                           |
| ------- | ------------------------------ | ---------- | ----------------------------------------------- |
| 2012–13 | The X Factor U.S.              | Ella misma | 22 episodios (2012) Invitada: 1 episodio (2013) |
| 2014    | Faking It                      | Ella misma | Episodio: "The Ecstasy and the Agony"           |
| 2015    | Barbie: Life in the Dreamhouse | Ella misma | Episodio: "Sisters' Fun Day"                    |
| 2016    | The Ride                       | Ella misma | Episodio: "Fifth Harmony: The Ride"             |
| 2018    | Lip Sync Battle                | Ella misma | Episodio: "Fifth Harmony"                       |
| 2018    | Sugar                          | Ella misma | Episodio 3                                      |
| 2018    | The After Party                | Ella misma | Película de Netflix                             |

## Premios y nominaciones
| Año  | Premio              | Categoría           | Trabajo nominado                                         | Resultado | Ref.          |
| ---- | ------------------- | ------------------- | -------------------------------------------------------- | --------- | ------------- |
| 2017 | Premios Londres BMI | Pop Award Songs     | «All in My Head (Flex)»                                  | Ganadora  | [ 42 ]        |
| 2018 | Premios Pop BMI     | Award Winning Songs | «All in My Head (Flex)»                                  | Ganadora  | [ 43 ]        |
| 2018 | Teen Choice Awards  | Canción latina      | «Boom Boom» (con Red One, Daddy Yankee y French Montana) | Nominada  | [ 44 ] [ 45 ] |